# الأرملة السوداء (فلم)
الأرملة السوداء (بالإنجليزية: Black Widow) هو فيلم بطلة خارقة أمريكي صدر عام 2021، مقتبس من قصص مارفل المصورة، ويجسد شخصية تحمل الاسم نفسه. من إنتاج استوديوهات مارفل وتوزيع استوديوهات والت ديزني، وهو الفيلم الرابع والعشرون في عالم مارفل السينمائي (MCU). من إخراج كيت شورتلاند وكتابة إريك بيرسون، وبطولة سكارليت جوهانسون بدور ناتاشا رومانوف/الأرملة السوداء، إلى جانب فلورنس بيو، وديفيد هاربور، وأو-تي فاجبينلي، وأولغا كوريلينكو، وويليام هيرت، وراي وينستون، ورايتشل وايز. تقع أحداث الفيلم بعد أحداث فيلم كابتن أمريكا: الحرب الأهلية (2016)، حيث نرى رومانوف هاربة ومُجبرة على مواجهة ماضيها كجاسوسة روسية قبل أن تصبح من المنتقمين.
بدأت شركة "أفلام ليونزغيت" في تطوير فيلم لشخصية "الأرملة السوداء" في أبريل 2004، مع ديفيد هايتر لكتابة السيناريو والإخراج. لم يتقدم المشروع، وعادت حقوق إنتاج الشخصية إلى استوديوهات مارفل بحلول يونيو 2006. اختيرت جوهانسون لأداء الدور في العديد من أفلام عالم مارفل السينمائي، بدءًا من فيلم الرجل الحديدي 2 (2010)، وبدأت في مناقشة فيلم منفرد مع مارفل. بدأ العمل في أواخر عام 2017، وتم التعاقد مع شورتلاند في يوليو 2018. ساهم جاك شايفر ونيد بينسون في كتابة السيناريو قبل انضمام بيرسون. كُتب الفيلم ليكون بمثابة مقدمة لتاريخ رومانوف، ويساهم في إنهاء قصتها في عالم مارفل السينمائي بعد وفاة الشخصية في فيلم المنتقمون: نهاية اللعبة (2019). ركز شورتلاند على مشاهد القتال، وقال إنه أكثر أفلام عالم مارفل السينمائي عنفًا حتى الآن. تم التصوير من مايو إلى أكتوبر 2019 في النرويج، وإنجلترا، وبودابست، والمغرب، وماكون، جورجيا.
عُرض فيلم "الأرملة السوداء" لأول مرة في فعاليات حول العالم في 29 يونيو 2021، وصدر في الولايات المتحدة في 9 يوليو، في دور العرض السينمائية وعبر خدمة ديزني+ مع خدمة "الوصول المميز". وهو أول فيلم في المرحلة الرابعة من عالم مارفل السينمائي، وقد تأجل عرضه ثلاث مرات عن موعد إصداره الأصلي في مايو 2020 بسبب جائحة كوفيد-19. حطم فيلم "الأرملة السوداء" العديد من الأرقام القياسية لشباك التذاكر خلال الجائحة، وحقق إيرادات تجاوزت 379 مليون دولار عالميًا. تلقى الفيلم مراجعات إيجابية من النقاد، مع إشادة خاصة بمشاهد الحركة وأداء جوهانسون وبيو. في يوليو 2021، رفعت جوهانسون دعوى قضائية ضد ديزني بسبب الإصدار المتزامن، والتي تمت تسويتها بعد شهرين.

## القصة
في عام 1995، عمل الجندي الخارق أليكسي شوستاكوف وميلينا فوستوكوف الأرملة السوداء، كعميلين سريين روسيين، متنكرين في هيئة عائلة في أوهايو، حيث كانت ناتاشا رومانوف وييلينا بيلوفا ابنتيهما. سرقوا معلومات استخباراتية من شيلد وهربوا إلى كوبا، حيث أمر رئيسهم، الجنرال دريكوف، بأخذ رومانوف وبيلوفا إلى الغرفة الحمراء للتدريب على مهارات الأرامل. في العقود التالية، سُجن شوستاكوف في روسيا، بينما أصبحت رومانوف وبيلوفا قاتلتين ناجحتين وخطيرتين. انشقّت رومانوف في النهاية إلى شيلد بعد مساعدة كلينت بارتون في تفجير مكتب دريكوف في بودابست، مما أسفر، على ما يبدو، عن مقتل دريكوف وابنته الصغيرة أنطونيا.
في عام 2016، أصبحت رومانوف هاربة لانتهاكها اتفاقيات سوكوفيا. هربت من وزير الخارجية الأمريكي ثاديوس روس، ولجأت إلى مخبأ في النرويج وفّره لها ريك ماسون. في هذه الأثناء، قتلت بيلوفا أرملة سابقة مارقة، لكنها لامست غازًا صناعيًا يُبطل مفعول "عامل التحكم بالعقل" الكيميائي في الغرفة الحمراء. أرسلت بيلوفا قوارير الترياق إلى رومانوف، على أمل أن تتمكن هي والمنتقمون من تحرير الأرامل الأخريات، واختبأت. عندما كانت رومانوف تقود سيارتها دون علمها أن القوارير في سيارتها، هاجمها عميل الغرفة الحمراء تاسك ماستر.
هربت رومانوف من تاسك ماستر، وأدركت أن القوارير جاءت من بودابست. هناك، وجدت بيلوفا، التي كشفت أن دريكوف على قيد الحياة وأن الغرفة الحمراء لا تزال نشطة. هاجمتهما الأرامل وتاسك ماستر، لكن رومانوف وبيلوفا هربتا منهما والتقيا بماسون، الذي زوّدهما بطائرة هليكوبتر. يُخرج رومانوف وبيلوفا أليكسي شوستاكوف من السجن لمعرفة مكان دريكوف، فيُرشدهم إلى ميلينا فوستوكوف، التي تعيش في مزرعة خارج سانت بطرسبرغ. هناك تُحسّن عملية التحكم بالعقل الكيميائية المُستخدمة على الأرامل. تنبه ميلينا دريكوف وعملاءه بوصولهم لأخذهم، لكن رومانوف تُقنعها بمساعدتهم، ويستخدم الاثنان تقنية أقنعة الوجه لتبديل الأماكن.
في الغرفة الحمراء، وهي منشأة جوية سرية، تحرر ميلينا أليكسي ويلينا من قيودهما. يكشف دريكوف حقيقة تمويه رومانوف، حيث أن تاسك ماستر هي ابنته أنطونيا، التي عانت من أضرار بالغة في قصف بودابست، لدرجة أن دريكوف اضطر إلى زرع تقنية في رأسها لإنقاذها. هذا حوّل أنطونيا إلى جندية مثالية، قادرة على تقليد أفعال أي شخص تراه. لا تستطيع رومانوف مهاجمة دريكوف بسبب قفل الفيرومون المُثبت في كل أرملة، لكنها تُبطل ذلك بكسر أنفها وقطع عصبها الشمّي. يقاتل أليكسي تاسك ماستر بينما تعطل ميلينا أحد محركات المنشأة، ثم يحبسان تاسك ماستر في زنزانة.
يهرب دريكوف بينما تُهاجم الأرامل الأخريات رومانوف، لكن بيلوفا تُعرّضهن للترياق. تنسخ رومانوف مواقع الأرامل الأخريات حول العالم من حاسوب دريكوف بينما تبدأ المنشأة بالانفجار والسقوط. تسترجع قارورتي ترياق ناجيتين وتحرر تاسك ماستر من الزنزانة المقفلة. يهرب أليكسي و ميلينا على متن طائرة بينما تُعطل بيلوفا طائرة دريكوف، فتقتله. في السقوط الحر، تُعطي رومانوف بيلوفا مظلة قبل قتال تاسك ماستر. بعد الهبوط، تستخدم رومانوف قارورة ترياق واحدة على تاسك ماستر وتُعطي الأخرى لبيلوفا مع مواقع الأرامل الأخريات المُتحكم بهن عقليًا حتى تتمكن من العثور عليهن وتحريرهن. ودّع كل من بيلوفا وميلينا وأليكسي رومانوف وغادروا مع أنطونيا والأرامل المحررات، بينما انتظرت رومانوف وصول روس. بعد أسبوعين، زوّد ماسون رومانوف بطائرة كوينجيت لتستخدمها في تحرير المنتقمين المسجونين.
في مشهد ما بعد شارة النهاية، تدور أحداثه بعد وفاة رومانوف، تزور فالنتينا أليجرا دي فونتين بيلوفا عند قبر رومانوف. تُحمّل دي فونتين بارتون مسؤولية وفاة رومانوف، وتجعله هدف بيلوفا التالي.

## طاقم الممثلين
- سكارليت جوهانسون بدور ناتاشا رومانوف / الأرملة السوداء: مقاتلة من المنتقمين، قاتلة سابقة في الاستخبارات السوفيتية (كي جي بي)، وعميلة سابقة في شيلد. تؤدي إيفر أندرسون دور ناتاشا رومانوف في شبابها.
- فلورنس بيو بدور يلينا بيلوفا: شقيقة رومانوف التي تدربت في الغرفة الحمراء كأرملة سوداء. تجسد فيوليت ماكجرو دور يلينا بيلوفا في شبابها.
- ديفيد هاربور بدور أليكسي شوستاكوف / الحارس الأحمر: الجندي الروسي الخارق نظير كابتن أمريكا وشخصية الأب لرومانوف وبيلوفا.
- أو-تي فاجبينلي بدور ريك ماسون: حليف لرومانوف من ماضيها في شيلد، وله معها تاريخ عاطفي.
- أولغا كوريلينكو بدور أنطونيا دريكوف / تاسك ماستر: ابنة دريكوف التي تُنجز مهامًا للغرفة الحمراء. لديها ردود أفعال تصويرية تُمكّنها من تقليد أساليب قتال الخصوم. تجسد رايان كيرا أرمسترونغ شخصية أنطونيا دريكوف في شبابها.
- راي وينستون بدور دريكوف: جنرال روسي ورئيس الغرفة الحمراء.
- راشيل وايز بدور ميلينا فوستوكوف: جاسوسة مخضرمة تدربت في الغرفة الحمراء كأرملة سوداء، وأم لرومانوف وبيلوفا، التي أصبحت الآن واحدة من أبرز علماء الغرفة الحمراء.
- بالإضافة إلى ذلك، تظهر لياني صموئيل وميشيل لي ونانا بلونديل في دور قاتلات الغرفة الحمراء ليراتو وأوكسانا وإنغريد على التوالي، بينما تصور جاد شو أرملة سوداء أخرى تم التعرف عليها لاحقًا على أنها هيلين في فيلم شانغ تشي وأسطورة الحلقات العشر (2021). يصور أوليفييه ريخترز أورسا ميجور، وهو زميل سجين لدى شوستاكوف. يشهد مشهد ما بعد الاعتمادات في الفيلم عودة جوليا لويس دريفوس إلى دورها كفالنتينا أليجرا دي فونتين من مسلسل ديزني+ الفالكون وجندي الشتاء (2021) في ظهور قصير غير مذكور. يعيد جيريمي رينر تمثيل دوره في عالم مارفل السينمائي بدور كلينت بارتون في ظهور قصير غير مذكور بصوته فقط.

## شباك التذاكر
حقق فيلم "الأرملة السوداء" إيرادات بلغت 183.7 مليون دولار في الولايات المتحدة وكندا، و196.1 مليون دولار في مناطق أخرى، بإجمالي عالمي بلغ 379.8 مليون دولار.حقق الفيلم في عطلة نهاية الأسبوع الافتتاحية إيرادات بلغت 226.2 مليون دولار عالميًا، بما في ذلك 80.4 مليون دولار في شباك التذاكر المحلي، و78.8 مليون دولار في شباك التذاكر الدولي، و67 مليون دولار من إيرادات ديزني+ العالمية. كان إجمالي إيرادات عطلة نهاية الأسبوع الافتتاحية ضمن أو تجاوز توقعات ما قبل الإصدار المختلفة. في يونيو 2021، أفاد موقع فاندانغو أن الفيلم حقق أكبر عدد من مبيعات التذاكر المسبقة في عام 2021، وتجاوز أفلام مارفل الأخرى من السنوات السابقة مثل دكتور سترانج (2016) وسبايدرمان: العودة للوطن (2017).

## الاستقبال النقدي
أفاد موقع تجميع المراجعات "روتن توميتوز" بنسبة موافقة بلغت 79%، بمتوسط تقييم 6.9/10، بناءً على 462 مراجعة. وجاء في إجماع النقاد على الموقع: "تطغى مشاهد الأكشن على مواضيع فيلم "الأرملة السوداء" العميقة، لكنه يبقى مغامرة مستقلة مسلية للغاية، ويكملها طاقم تمثيل مساعد متميز". أما موقع ميتاكريتيك، الذي يستخدم متوسطًا مرجحًا، فقد منح الفيلم 68 من 100 بناءً على مراجعات من 58 ناقدًا، مما يشير إلى مراجعات "إيجابية بشكل عام". أشاد النقاد عمومًا بطاقم التمثيل، وخاصةً جوهانسون وبيو، بالإضافة إلى مشاهد الأكشن. أعطى الجمهور الذي تم استطلاع رأيه بواسطة سينما سكور الفيلم تقييمًا متوسطًا "A-" على مقياس من A+ إلى F، بينما أفاد بوست تراك أن 88% من الجمهور أعطوا الفيلم تقييمًا إيجابيًا وقال 69% إنهم بالتأكيد سيوصون بالفيلم.

## روابط خارجية
- مقالات تستعمل روابط فنية بلا صلة مع ويكي بيانات